# Kolsva socken
Kolsva socken, före 1950 Bro och Malma socken/Bro-Malma socken, i Västmanland ingick i Åkerbo härad och är sedan 1971 en del av Köpings kommun, från 2016 inom Himmeta-Bro distrikt och Kolsva distrikt. 
Arealen var 1950 138 kvadratkilometer och befolkningen 3 874.

## Administrativ historik
Jordregistersocknen som bildades 1939 genom sammanläggning av Bro socken och Malma socken. Namnet ändrades från Bro och Malma socken till Bro-Malma socken 1943 och till Kolsva socken 1950.
Bro och Malma landskommun bildades 1939, namnändrades 1943 till Bro-Malma landskommun och 1950 Kolsva landskommun och uppgick 1971 i Köpings kommun.
Bro-Malma församling bildades 1943 och namnändrades 1950 till Kolsva församling. 1995 utbröts södra delen inklusive sockenkyrkan till Himmeta-Bro församling som 2010 uppgick i Malma församling i vilken samtidigt Kolsva församling uppgick.

## Befolkningsutveckling
| Befolkningsutvecklingen i Kolsva socken 1950–1990            | Befolkningsutvecklingen i Kolsva socken 1950–1990 | Befolkningsutvecklingen i Kolsva socken 1950–1990 | Befolkningsutvecklingen i Kolsva socken 1950–1990 | Befolkningsutvecklingen i Kolsva socken 1950–1990 |
| ------------------------------------------------------------ | ------------------------------------------------- | ------------------------------------------------- | ------------------------------------------------- | ------------------------------------------------- |
|                                                              |                                                   |                                                   |                                                   |                                                   |
| År                                                           |                                                   |                                                   | Folkmängd                                         |                                                   |
| 1950                                                         | 1950                                              |                                                   | 4 596                                             |                                                   |
| 1960                                                         | 1960                                              |                                                   | 4 345                                             |                                                   |
| 1970                                                         | 1970                                              |                                                   | 4 351                                             |                                                   |
| 1980                                                         | 1980                                              |                                                   | 3 912                                             |                                                   |
| 1990                                                         | 1990                                              |                                                   | 3 755                                             |                                                   |
| Anm: Källor: Demografiska databasen, CEDAR, Umeå universitet |                                                   |                                                   |                                                   |                                                   |